# British Household Panel Survey
Das British Household Panel Survey (kurz BHPS) war eine repräsentative, jährliche Wiederholungsbefragung im Vereinigten Königreich die von 1991 bis 2009 am Institute for Social and Economic Research (ISER) an der University of Essex durchgeführt wurde. 
In der ersten Welle wurden 5500 Haushalte und darin 10.300 Personen erfasst. Weitere Stichproben wurden 1999 und 2001 hinzugefügt. Die ursprünglichen Ziele waren soziale und ökonomische Veränderungen in Britannien und, ab der 11. Welle, schließlich für das Vereinigte Königreich zu verstehen. Seit der 19. Welle wurde die Studie in Understanding Society bzw. United Kingdom Household Longitudinal Study (kurz UKHLS) integriert, weiterhin durchgeführt durch das ISER.
Das BHPS wurde als jährliche Befragung entworfen, für alle Personen ab 16 Jahren in einem Haushalt. Sobald eine Person aus einem Haushalt ausschied und einen eigenen Haushalt gründete, wurde dieser und alle neuen Personen darin ebenfalls mit aufgenommen. Ab der 4. Welle (1994) wurden auch Kinder im Alter von 11 bis 15 Jahre in einem Spezialfragebogen erfasst. In Welle 9 kamen zusätzliche Stichproben aus Wales und Schottland hinzu, unter Berücksichtigung der Walisischen Sprache. In Welle 11 wurde schließlich Nordirland aufgenommen.
Die gesammelten Informationen stehen Forschern überall auf der Welt kostenlos zur Verfügung (in gängigen Formaten wie SPSS oder Stata).
Vergleichbare Langzeitstudien sind das Sozio-oekonomische Panel in Deutschland oder die Panel Study of Income Dynamics in den Vereinigten Staaten.